# Орловское (озеро на казахстанско-российской границе)
Орловское (каз. Орловское) — озеро на границе Узункольского района Костанайской области Казахстана и Половинского района Курганской области России. Находится в 18 км к северо-западу от села Пресногорьковка. На северном берегу озера располагается деревня Романово.
По данным топографической съёмки 1959 года, площадь поверхности озера составляет 1,41 км². Наибольшая длина озера — 1,5 км, наибольшая ширина — 1,2 км. Длина береговой линии составляет 4,3 км, развитие береговой линии — 1,01. Озеро расположено на высоте 157,8 м над уровнем моря.